# Адам Стефан Сапега
Адам Стефан Станіслав Боніфацій Юзеф Сапега (пол. Adam Stefan Stanisław Bonifacy Józef Sapieha; 14 травня 1867, Красічин — 23 липня 1951, Краків) — польський аристократ, римо-католицький релігійний діяч, краківський латинський архиєпископ-митрополит. Кардинал РКЦ. Доктор гоноріс кауза. Представник роду Сапіг.

## З життєпису
П'ятий син Адама Станіслава Сапеги та його другої дружини Ядвіґи з Сангушків. Онук Леона Людвіка Сапеги.
Навчався у 4-й вищій гімназії у Львові, атестат зрілости отримав 8 липня 1886. Вступив на відділ права Віденського університету, але тут не вчився. Від жовтня 1886 до серпня 1887 з братом Яном у Ліллі слухали лекції в місцевому «Institut Catholique». На підставі документів із Відня навчався на правничому відділі Ягеллонського університету, 26 липня 1888 року склав державний іспит. З 1 жовтня 1890 до 31 липня 1894 студіював теологію. Священниче свячення отримав 1 жовтня 1893 року у Львові.
Після теологічних студій львівський латинський архиєпископ Северин Титус Моравський скерував його 1894 року вікарієм парафії в Язловці. Тут виконував функції душпастира інтернату для дівчат із зем'янських родин при монастирі Згромадження сестер Непорочного Зачаття Пречистої Діви Марії (засновниця — Марцеліна Даровська). Звільнений з посади вікарія у 1895 році, разом з єзуїтом Марціном Чермінським виїхав на реколекції до Верхньої Сілезії у вересні цього року.
23 вересня 1897 року Северин Титус Моравський призначив його віцеректором Духовної семінарії, секретарем суду дієцезіяльного і митрополичого, референтом консистора, сповідника сестер боромейшок. 4 березня 1914 року став таємним радником.
Не приєднувався до жодної з політичних течій, не вірив намірам уряду Австро-Угорщини.
Після смерти Генрика Сенкевича дозволив провести 20 листопада 1916 року жалібну месу за померлим, але відмовив проханню І. Падеревського поховати його в Маріяцькому костелі, сказавши, що для заслужених поляків має бути збудована спеціальна крипта.
Не підтримував церковну політику уряду ІІ Польської Республіки після перевороту 1926 року.
У листах до Пап Пія ХІ (2 лютого 1939), Пія ХІІ (25 березня 1939) просив звільнити його від обов'язків архиєпископа краківського через стан здоров'я. Через деякий час змінив думку з приводу стану в країні.
Після вибуху ІІ світової війни залишався у Кракові, не піддавшись вмовлянням покинути Польщу. Духовенству наказав не покидати парафій.
23 лютого 1946 року отримав капелюх кардинала РКЦ, став членом Конґреґацій Східної Церкви, семінарій та університетів.
Помер о 7.15 у палаці єпископів Кракова. Поховальна церемонія почалась 25 липня, тривала до 28. Промову мав примас Анджей Вишинський. Похований у катедрі Вавеля (крипта під «конфесією» Св. Станіслава). 1966 року у пресбітерії катедри відкрито мідне погруддя кардинала авторства Ядвіги Городиської.

### Відзнаки
Кавалер Командорського хреста ордену Франца Йозефа із зіркою (1908), Ордену залізної корони І кл. (1917), Великої стрічки ордену «Polonia Restituta» (1924), Ордену Білого орла (1936).

### Бібліотека
Сформував бібліотеку у 15 000 томів та великий архів з фондом у 40 000 одиниць. Бібліотека містилася в селі Красичин (тепер Кам'янко-Бузького району Львівської області). У 1891 році приміщення бібліотеки освятив єпископ Гриневецький.